# Platythyrea mocquerysi
Platythyrea mocquerysi är en myrart som beskrevs av Carlo Emery 1899. Platythyrea mocquerysi ingår i släktet Platythyrea och familjen myror. Inga underarter finns listade i Catalogue of Life.

## Bildgalleri

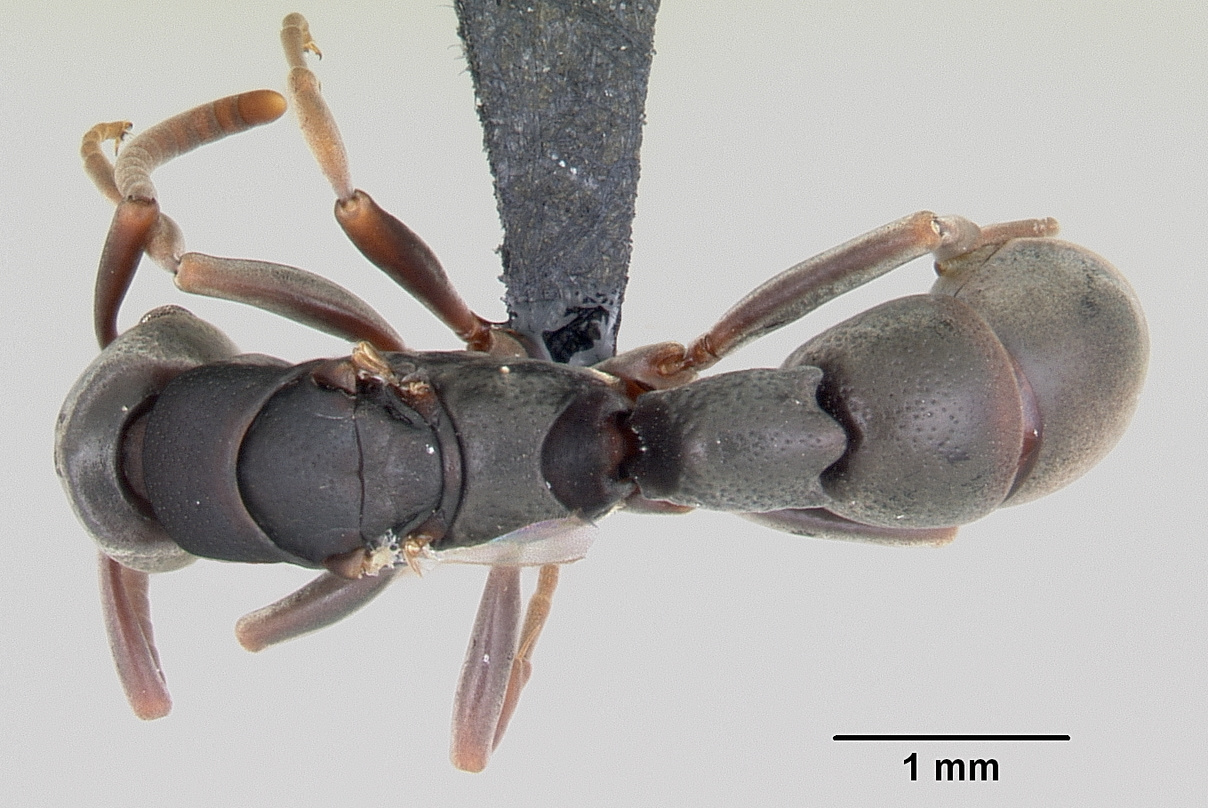
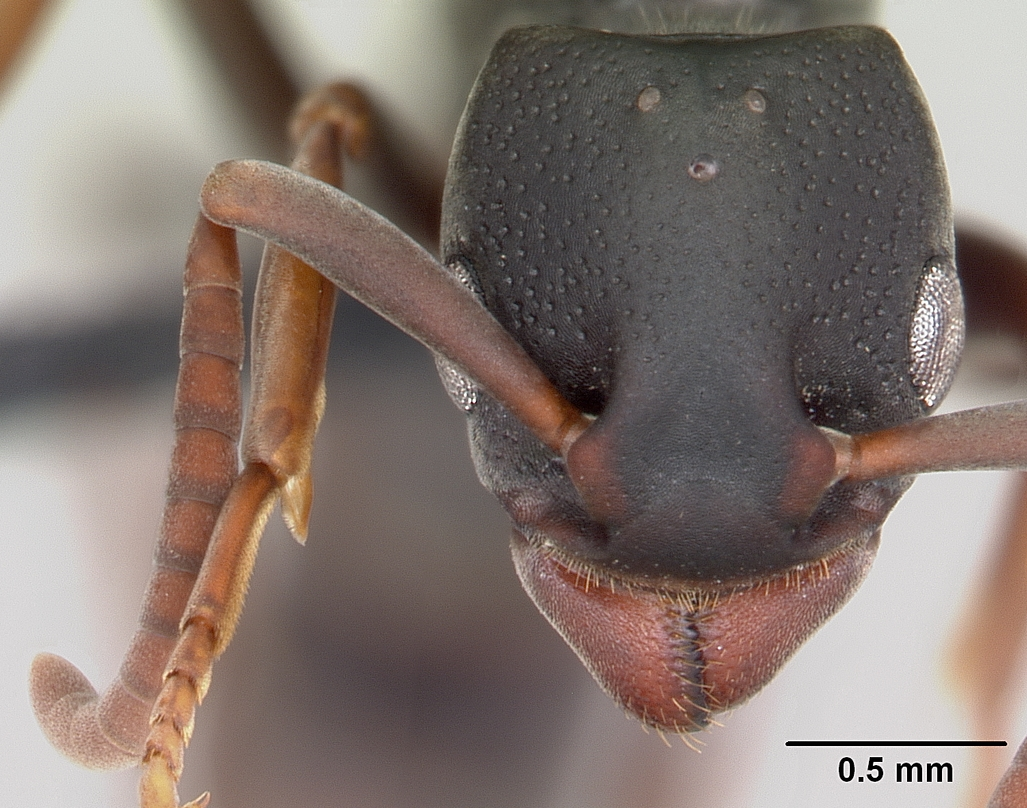
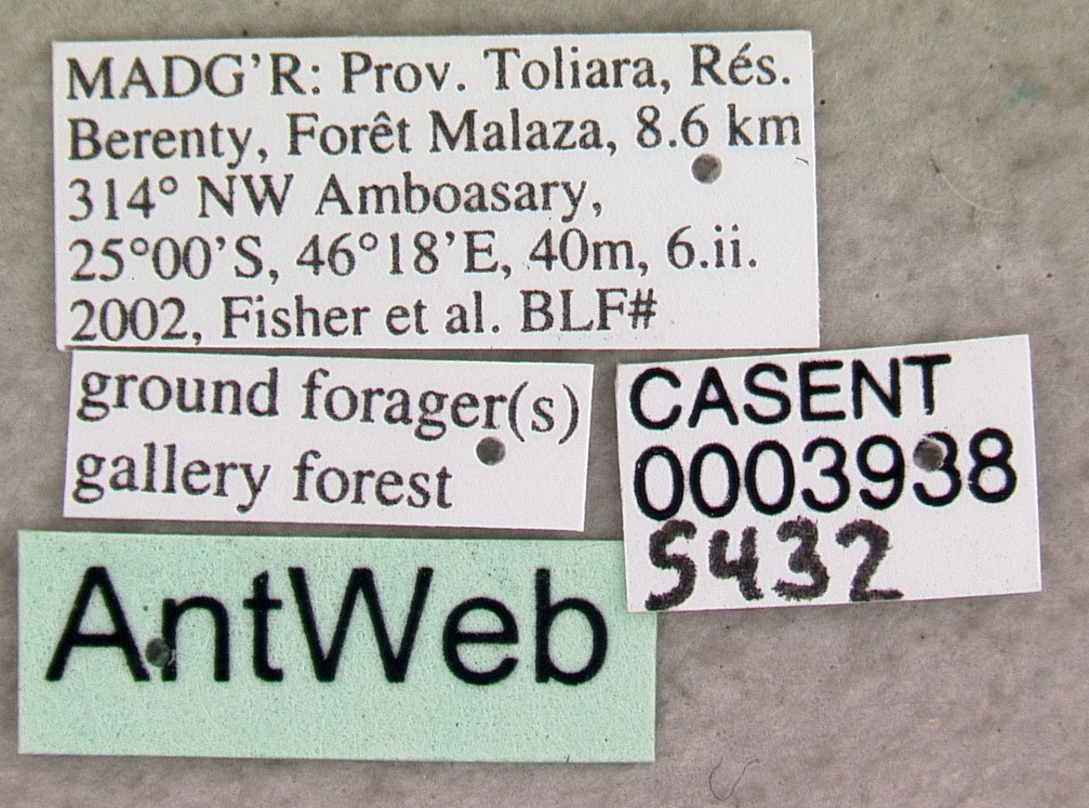
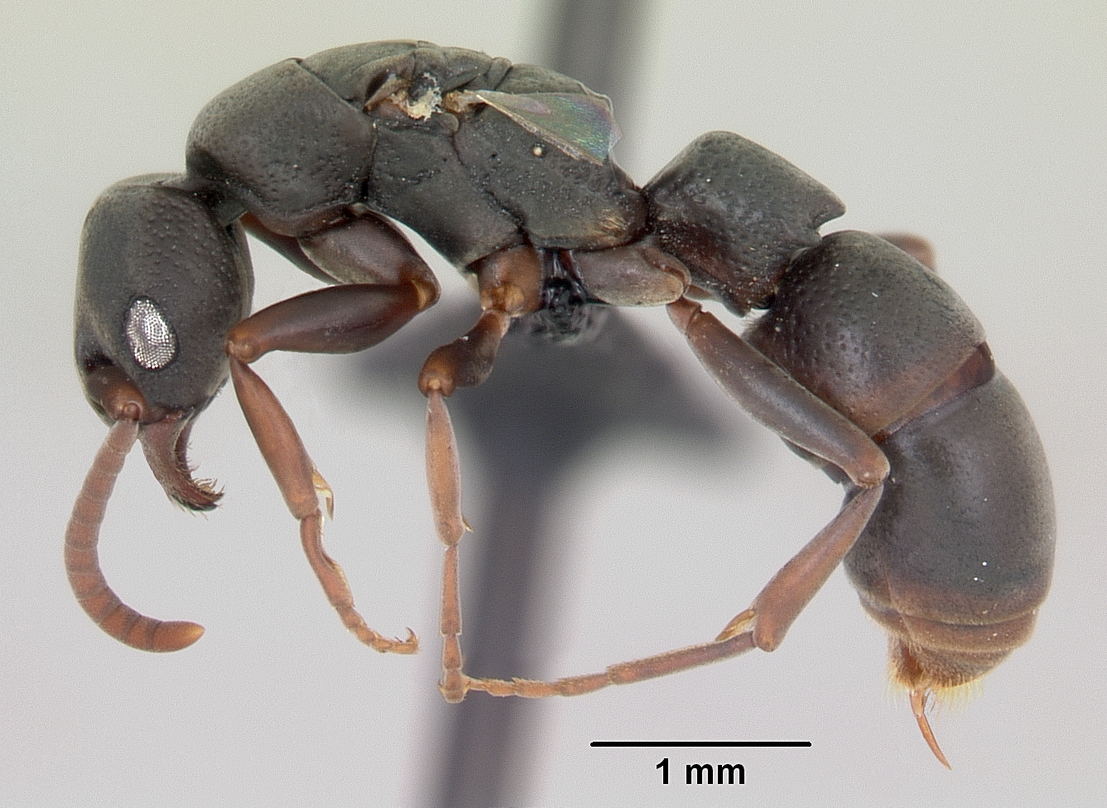
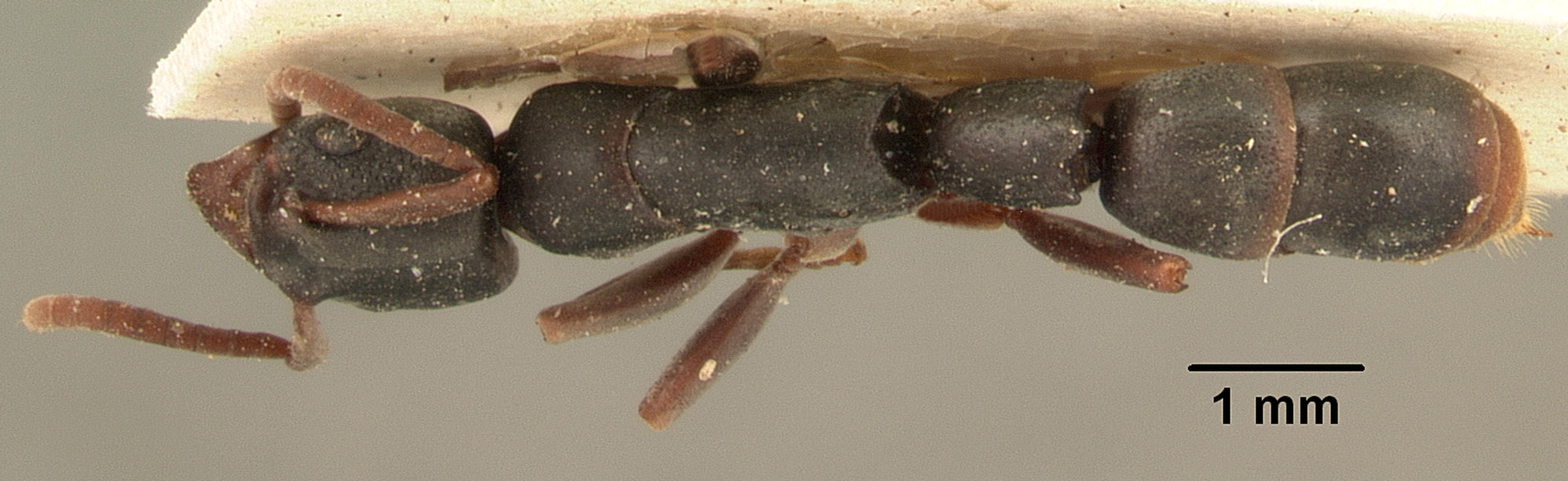
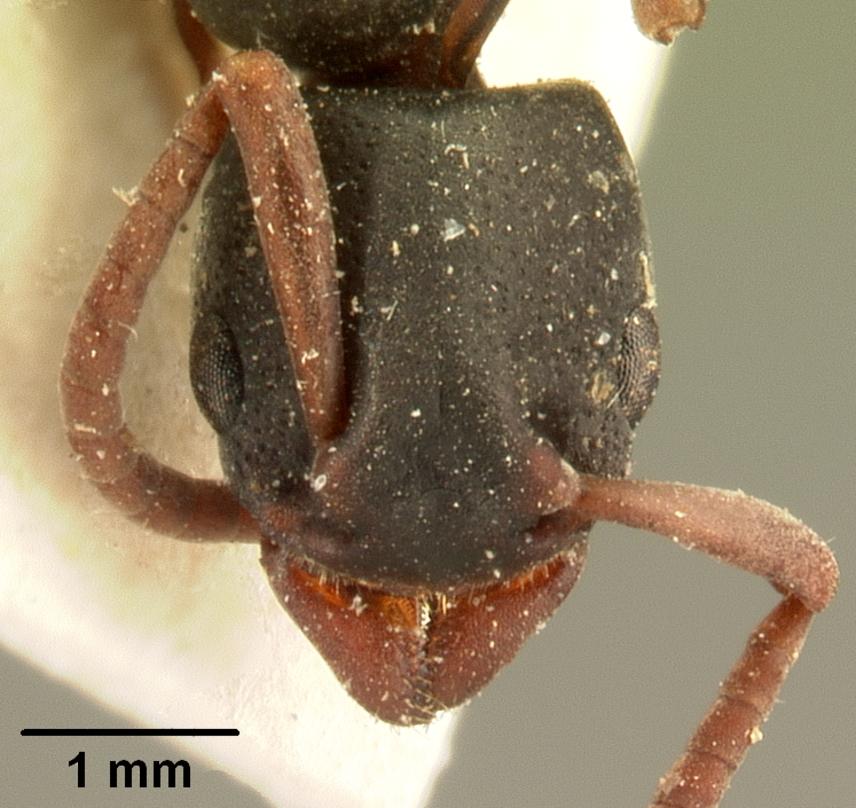